# デルビン・ペレス
デルビン・ペレス・ディッピニ（Delvin Pérez Dippini, 1998年11月24日 - ）は、 プエルトリコのサンフアン出身のプロ野球選手（遊撃手）。右投右打。MLBのセントルイス・カージナルス傘下所属。

## 経歴
2016年のMLBドラフト1巡目（全体23位）でセントルイス・カージナルスから指名され、プロ入り。なお、同ドラフトでは上位指名候補として注目されていたが、直前に薬物陽性反応を示している。契約後、傘下のルーキー級ガルフ・コーストリーグ・カージナルスでプロデビュー。43試合に出場して打率.294、19打点、12盗塁を記録した。
2017年はルーキー級ガルフ・コーストリーグ・カージナルスとアパラチアンリーグのルーキー級ジョンソンシティ・カージナルスでプレーし、2球団合計で34試合に出場して打率.203、9打点、5盗塁を記録した。
2018年はA-級ステート・カレッジ・スパイクスでプレーし、64試合に出場して打率.213、1本塁打、21打点、8盗塁を記録した。
2019年はA級ピオリア・チーフスでプレーし、118試合に出場して打率.269、1本塁打、30打点、22盗塁を記録した。
2020年は新型コロナウイルスの影響でマイナーリーグの試合が開催されなかったため、公式戦の出場は無かった。
2021年はAA級スプリングフィールド・カージナルスでプレーし、98試合に出場して打率.265、4本塁打、23打点、24盗塁を記録した。

## プレースタイル
打撃はかつて非力だったが、年々長打力を向上させている。守備では強肩とグラブ捌きを評価されている。